# Who Is America?
Who Is America? est une série télévisée mockumentaire américaine en sept épisodes d'environ 25 minutes créée par Sacha Baron Cohen et diffusé entre le 15 juillet et le 26 août 2018 sur Showtime et disponible simultanément sur le service CraveTV au Canada.
La série est diffusée sur Canal+ en France et en Suisse, et sur BeTV en Belgique. Elle reste inédite dans les autres pays francophones.

## Distribution
Sacha Baron Cohen interprète plusieurs personnages :
- Billy Wayne Ruddick Jr., Ph.D., un militant d'extrême-droite adepte de la théorie du complot et auto-proclamé journaliste qui publie ses enquêtes sur le site internet complotiste TRUTHBRARY.org.
- Dr Nira Cain-N'Degeocello, un lecteur des études de genre à Reed College, coprésident de Wildfields Poly-Ed, et un activiste libéral démocrate qui veut "guérir la fracture" en Amérique.
- Rick Sherman, un ex-artiste condamné, récemment libéré après 21 ans de détention, qui utilise des fluides corporels pour créer ses œuvres d'art. Il recherche une galerie d'art pour exposer et vendre certaines de ses pièces.
- Erran Morad, un expert israélien anti-terrorisme et colonel dans l'armée israélienne. Il estime que le plan d'armement des enseignants des écoles ne va pas assez loin pour enrayer la violence armée et propose un nouveau programme, "Kinderguardians", où les enfants (âgés de 3 à 16 ans) sont armés d'armes à feu.
- Gio Monaldo, un playboy milliardaire italien et photographe de mode, basé à Milan. Il anime sa propre émission de télévision sur Canale 5, "La Vita Diamante di Gio" (La vie en diamant de Gio).

## Liste des épisodes
| № | Titre | Première diffusion |
| --- | ----- | ------------------ |
| 1 | 101   | 15 juillet 2018    |
| Apparaissent dans l'épisode : Bernie Sanders, Philip Van Cleave (en), Larry Pratt (en), Trent Lott, Matt Gaetz, Dana Rohrabacher, Joe Wilson, Joe Walsh. |       |                    |
| 2 | 102   | 22 juillet 2018    |
| Apparaissent dans l'épisode : Jason Spencer (en), Corinne Olympios (en), Ted Koppel, Dick Cheney et des résidents de Kingman, Arizona.                   |       |                    |
| 3 | 103   | 29 juillet 2018    |
| |       |                    |
| 4 | 104   | 5 août 2018        |
| |       |                    |
| 5 | 105   | 12 août 2018       |
| |       |                    |
| 6 | 106   | 19 août 2018       |
| |       |                    |
| 7 | 107   | 26 août 2018       |
| |       |                    |

## Anecdotes
- À la suite de la diffusion du deuxième épisode, Jason Spencer, un élu républicain du parlement de Géorgie fut contraint à la démission à la suite de propos racistes et d'un comportement jugé scandaleux[4].
- Le 19 décembre 2018, Cohen annonce qu'il n'y aura pas de deuxième saison puisque les politiciens sont au courant de l'existence de l'émission, et seront dorénavant méfiants[5].